# James Borwick, 5. Baron Borwick

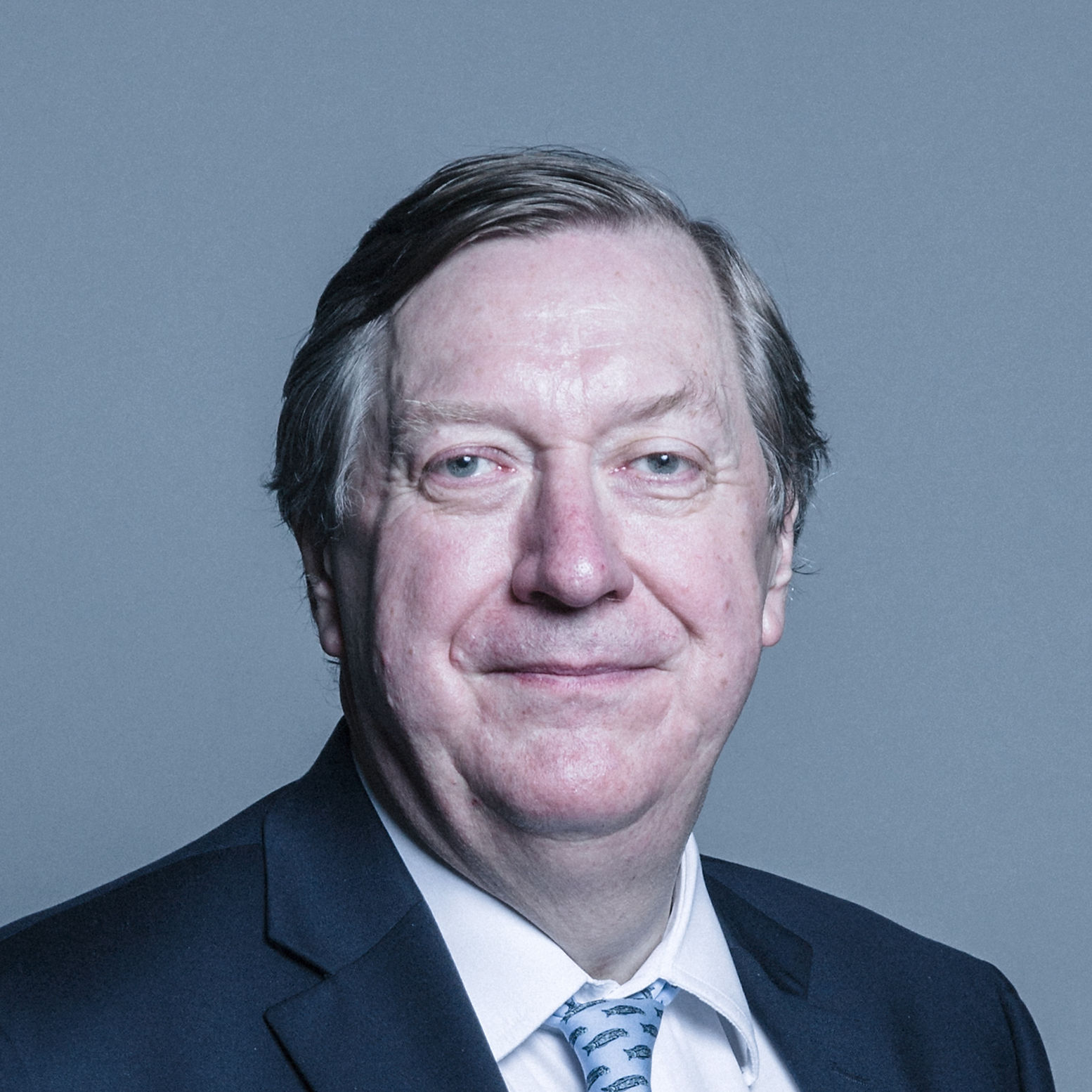
James Borwick

Geoffrey Robert James „Jamie“ Borwick, 5. Baron Borwick (* 7. März 1955) ist ein britischer Unternehmer, Manager und Politiker. Er ist Eigentümer und Chairman des Herstellers von Elektrolieferwagen Modec in Coventry.

## Leben

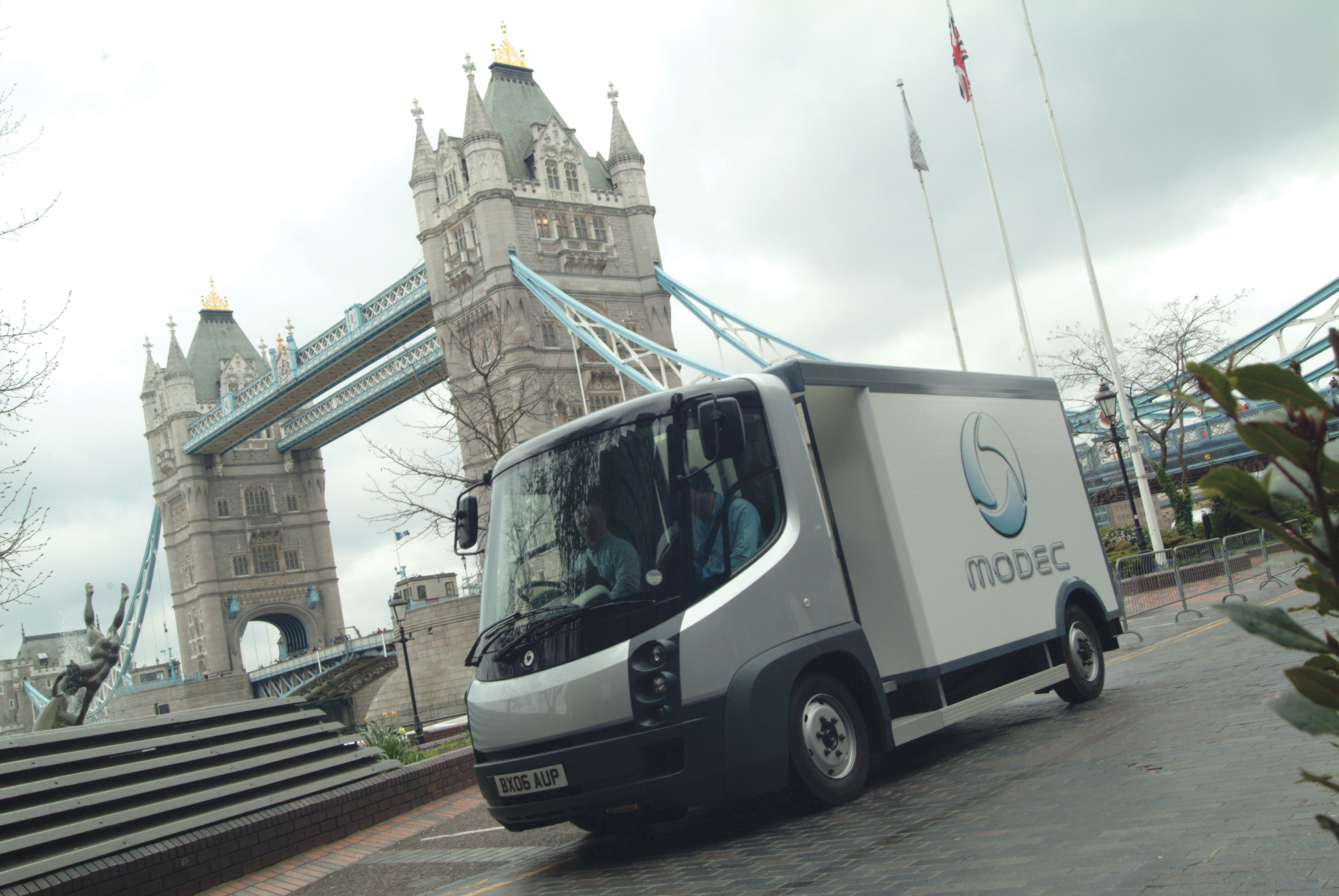
Modec-Transporter in London

Borwick, der seine Schulbildung am Eton College erhielt, war von 1987 bis 2001 Chief Executive und dann bis 2003 Chairman der britischen Holding Manganese Bronze Holdings plc, an der er auch das größte Aktienpaket hielt. Die bekannteste Tochter der Manganese Bronze ist die London Taxis International (LTI), ein Hersteller mehrerer Baureihen der schwarzen Londoner Taxis. Bei London Taxis International, wo er ebenfalls Chairman war, gab es in Zusammenarbeit mit Azure Dynamics zwei Versuchsprojekte zum Bau von Elektrofahrzeugen, ein „London black taxi“ und ein Kleintransporterprojekt eMercury. LTI entschloss sich, sich auf die Produktion von Taxis zu konzentrieren. Nach einem gescheiterten Versuch, die Firma ganz zu übernehmen, trat Jamie Borwick als Chairman zurück und verkaufte schließlich das Aktienpaket seiner Familie an institutionelle Investoren. Stattdessen gründete er 2004 in Coventry die Firma Modec als Hersteller von Kleintransportern mit Elektroantrieb. Das Unternehmen nahm im Jahr 2007 die Produktion der selbstentwickelten Fahrzeuge auf. Im Jahr 2011 musste die mit etwa 40 Millionen Pfund verschuldete Modec Insolvenz anmelden und wurde abgewickelt.

## Politik
Nachdem Borwick 2007 von seinem Onkel, James Hugh Myles Borwick, 4. Baron Borwick, der keinen männlichen Nachfolger hatte, den Titel als 5. Baron Borwick, of Hawkshead in the County of Lancaster geerbt hatte, wurde er am 17. Juli 2013 als Erbadeliger (Hereditary Peer) in das House of Lords gewählt. Er trat dort die Nachfolge von Hugh Mackay an.

## Privatleben
Jamie Borwick ist der Sohn von Robin Sandbach Borwick, einem Sohn von Robert Geoffrey Borwick, 3. Baron Borwick, und Patricia Garnett McAlpine, eine Tochter von Edwin McAlpine.
Seit 1981 ist er mit Victoria Lorne Peta Borwick, Baroness Borwick (geborene Victoria Lorne Peta Poore, * 26. April 1956) verheiratet, einer britischen Geschäftsfrau und konservativen Politikerin. Das Paar hat drei Söhne und eine Tochter.